# Livio Trapè
Livio Trapè   (Montefiascone, 26 de maig de 1937) és un ciclista italià, ja retirat, que fou professional entre 1961 i 1966. Era anomenat "la garsa de Montefiascone".
El 1960, com a amateur, va prendre part en els Jocs Olímpics de Roma, en què guanyà dues medalles, una d'or en la contrarellotge per equips, junt a Antonio Bailetti, Ottavio Cogliati i Giacomo Fornoni; i una de plata en la cursa en ruta individual, per darrere el soviètic Víktor Kapitónov i per davant el belga Willy van den Berghen.
Com a professional els seus èxits foren més limitats i sols destaca una victòria al Giro de Campània de 1961 i una segona posició a la Volta a Llombardia de 1962. Una fractura al fèmur el 1961 i posteriors lesions van limitar la seva carrera esportiva.

## Palmarès
- 1958
  - 1r al G.P. Pretola
- 1959
  - 1r al Trofeu Mauro Pizzoli
  - 1r al G.P. Vivaisti Cenaiesi
  - 1r a la Coppa Mobilio Ponsacco
  - Vencedor d'una etapa de la Cursa de la Pau
- 1960
  -  Medalla d'or als Jocs Olímpics de Roma en contrarellotge per equips
  -  Medalla de plata als Jocs Olímpics de Roma en ruta individual
  -  Campió d'Itàlia en ruta amateur
  - 1r a la Coppa Città del Marmo
  - 1r al Trofeu Mauro Pizzoli
  - 1r a la Coppa 29 Martiri di Figline di Prato
  - 1r a la Coppa Mobilio Ponsacco
- 1961
  - 1r al Giro de Campània
  - 1r a la Coppa Cicogna

### Resultats al Giro d'Itàlia
- 1961. Abandona
- 1962. Abandona
- 1964. Abandona

### Resultats a la Volta a Espanya
- 1966. 45è de la classificació general